# Jonjo Shelvey
Jonjo Shelvey (Romford, 27 febbraio 1992) è un calciatore inglese, centrocampista attualmente svincolato.

## Caratteristiche tecniche
È capace di giocare come trequartista, come centrocampista di fascia destra, ma principalmente come centrale di centrocampo, è dotato inoltre di un buon tiro da fuori area.
Nel 2012 è stato inserito nella lista dei migliori calciatori nati dopo il 1991 stilata da Don Balón.

## Carriera

### Club

#### Gli inizi
Shelvey ha militato nei settori giovanili dell'Arsenal e del West Ham prima di trasferirsi al Charlton Athletic nel 2004. Dopo aver messo a segno 14 reti in 23 presenze nella formazione Under-18 del Charlton, viene finalmente convocato in prima squadra, con la quale farà il proprio debutto ufficiale il 26 aprile 2008, in una sconfitta 3-0 contro il Barnsley. Egli è così divenuto il più giovane debuttante nella storia del club (16 anni e 59 giorni) superando il precedente detentore Paul Konchesky.
Il 3 gennaio 2009 diviene il marcatore più giovane nella storia del club aprendo le marcature di una gara contro li Norwich City (1-1), valida per il terzo turno di FA Cup. Nonostante egli avesse varie offerte dalla Premier League, il giorno del suo 17º compleanno decide di firmare il suo primo contratto professionistico con il Charlton. Successivamente, il 4 aprile, mette a segno la sua prima rete in campionato in una gara vinta per 3.2 in casa del Southampton. Nel settembre 2009 decide di rinnovare il proprio contratto fino all'estate del 2012.

#### Liverpool e Blackpool
Nel maggio 2010 si trasferisce al Liverpool per 2 milioni di euro. Il debutto con i Reds avviene il 22 settembre 2010 nella partita di Coppa di Lega contro il Northampton Town terminata 4-6 per gli ospiti. Il debutto in competizioni europee avviene nell'incontro di Europa League del 21 ottobre 2010, Napoli-Liverpool 0-0. Il debutto in Premier League arriva il 24 ottobre in Liverpool-Blackburn Rovers 2-1.
Il 30 settembre 2011 viene ceduto in prestito annuale al Blackpool. Il giorno successivo fa il proprio debutto mettendo già a segno la sua prima marcatura, in un gara vinta per 5-0 contro il Bristol City. Il 3 novembre mette a segno la sua prima tripletta in carriera in una gara contro il Leeds United. In tre mesi mette a segno 6 reti in 10 presenze, venendo poi richiamato dal Liverpool il 30 novembre per via degli infortuni di Steven Gerrard e Lucas Leiva.
Torna a giocare una gara ufficiale di Premier League il 19 dicembre in un incontro con l'Aston Villa. Il 6 gennaio 2012 mette a segno la sua prima rete con la maglia dei Reds in una gara valida per il terzo turno di FA Cup contro l'Oldham Athletic vinta per 5-1, mentre l'8 maggio metterà a segno la sua prima marcatura in Premier League in un successo casalingo contro il Chelsea (4-1). A fine stagione aggiunge al proprio palmarès la Coppa di Lega 2012 vinta in finale contro il Cardiff City pur non venendo convocato.

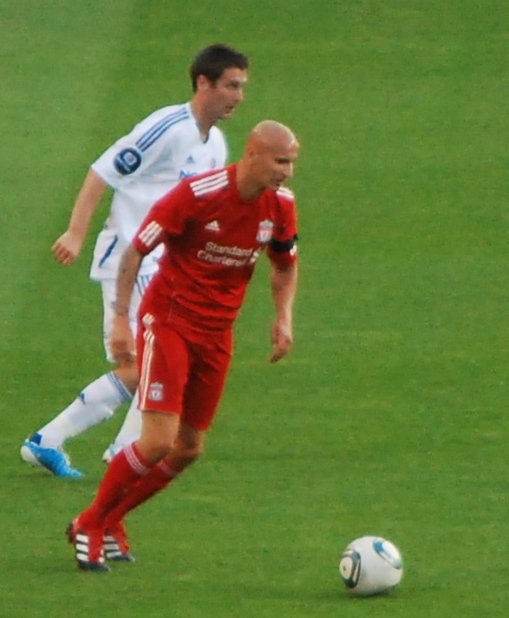
Shelvey (primo piano) al Liverpool nel 2011

Nella stagione 2012-2013, favorito dalla cessione di Charlie Adam allo Stoke City è titolare del centrocampo dei Reds, affiancando il più esperto Nuri Şahin e Steven Gerrard. Nella gara interna contro il Manchester United, dopo essere stato espulso, uscendo dal campo rivolge diversi insulti a Alex Ferguson, tecnico dei Red Devils. Risulta inoltre il capocannoniere della squadra in Europa League, con 3 centri (2 nella vittoria esterna per 5 a 3 sul campo della Young Boys e uno nella sconfitta interna per 3 a 2 contro l'Udinese).

#### Swansea City
Il 3 luglio 2013 passa a titolo definitivo allo Swansea City per 5 milioni di sterline e firma un contratto fino al 2017. Realizza il primo gol con la nuova maglia il 16 settembre proprio contro il Liverpool, con la partita terminata in pareggio (2-2). Il 1º novembre 2014 riceve il primo cartellino rosso in carriera per via di una doppia ammonizione durante una gara contro l'Everton: al 24' minuto ha calciato via la palla a gioco fermo, mentre al 72' riceve la doppia ammonizione per aver fermato la corsa di James McCarthy verso la porta. Il 29 dicembre dello stesso anno, durante una gara contro il Liverpool, colpisce il centrocampista avversario Emre Can con il proprio braccio. Nonostante la mancata sanzione da parte dell'arbitro, la FA ha deciso di sospendere Shelvey per quattro turni di campionato per condotta antisportiva.
Nel luglio del 2015 decide di estendere il proprio contratto fino all'estate del 2019. Il 10 gennaio 2016, in seguito ad una sconfitta per 3-2 contro l'Oxford United, il giocatore viene coinvolto in una lite con un proprio tifoso, invitandolo ad incontrarsi faccia a faccia al di fuori dello stadio.

#### Newcastle
Il 12 gennaio 2016 passa per 16 milioni di euro al Newcastle Utd. Quattro giorni dopo ha esordito nella vittoria per 2-1 sul West Ham, la prima vittoria per il club in sette partite. Inoltre, è stato nominato il migliore in campo in quella gara grazie al suo contributo che ha portato alle due reti dei Magpies.
Mentre il Newcastle si trovava in ritiro a La Manga, l'allenatore Steve McClaren ha annunciato che Shelvey era stato nominato capitano della squadra. Ha ricoperto il ruolo in quanto Fabricio Coloccini ha dovuto fermarsi per un infortunio subito al polpaccio, dichiarando inoltre che avrebbe fatto di tutto pur di aiutare la sua squadra ad evitare la retrocessione. Shelvey ha segnato il suo primo gol per il club nella vittoria per 2-0 contro il Brighton il 27 agosto 2016. Nel dicembre dello stesso anno, Shelvey è stato squalificato per cinque giornate dopo essere stato ritenuto colpevole di aver utilizzato un linguaggio razzista nei confronti del giocatore del Wolverhampton Romain Saïss, in una partita del 17 settembre. È stato anche multato di £ 100.000 e gli è stato ordinato di frequentare un corso di formazione della Federcalcio. Ha collezionato 47 presenze e segnato 5 reti nella stagione 2016-2017 quando il Newcastle è stato promosso in Premier League dopo aver vinto il campionato di Championship.
In vista della nuova stagione, Shelvey ha cambiato il suo numero di squadra da 12 a 8. Il 13 agosto 2017, nella prima gara del Newcastle United in Premier League contro il Tottenham, Shelvey è stato espulso dopo tre minuti dall'inizio del secondo tempo della partita, per aver pestato il piede del centrocampista Dele Alli. Infine, i Magpies perderanno la gara per due reti a zero, con Shelvey che si scuserà a fine gara per la sua condotta violenta. Alla seconda giornata della stagione 2019-2020, Shelvey ha segnato il suo primo gol della stagione, un tiro di destro insaccatosi nel sette del primo palo nella sconfitta esterna per 3-1 contro il Norwich City. Il 30 novembre 2019, Shelvey ha messo a segno una rete fondamentale nel finale nella gara pareggiata per 2-2 contro il Manchester City mettendo a segno la rete del pareggio verso i minuti finali della partita.

#### Nottingham Forest
Il 31 gennaio 2023 viene acquistato dal Nottingham Forest. Ha esordito per il club nella sconfitta per 2-0 contro il Fulham l'11 febbraio. Dopo non esser stato convocato in una gara contro il Manchester United a seguito di una brutta prestazione contro l'Aston Villa l'8 aprile, il giocatore avrebbe preso molto male la decisione di essere relegato in panchina dal tecnico del Forest Steve Cooper e quest'ultimo, infastidito dal suo comportamento, decise direttamente di non convocare l'ex capitano del Newcastle in vista della gara contro il Liverpool. Nonostante Cooper affermasse che non c'erano problemi tra loro, Shelvey non fece ulteriori apparizioni e fu successivamente escluso totalmente dai piani della società per la stagione 2023-2024; inoltre, la società decise ad un tratto di metterlo sul mercato e di non inserirlo nei convocati per la nuova stagione.

#### Gli anni in Turchia
Il 14 settembre 2023 è stata ufficializzata la sua cessione in prestito al Çaykur Rizespor, militante in Süper Lig. Debutta con il club due giorni dopo nella gara esterna vinta per 2-1 contro il Konyaspor. Il 12 novembre 2023 metterà a referto la sua prima marcatura nella gara contro l'İstanbulspor, effettuando un tiro dalla linea di centrocampo che si è insaccato direttamente in rete. Torna al gol il 2 marzo 2024, nel successo 3-0 contro il Kayserispor. Termina la stagione collezionando 33 presenze mettendo a referto 3 reti, non venendo riscattato dalla compagine turca.
Il 27 agosto 2024 viene acquistato a parametro zero dall'Eyüpspor, squadra neopromossa in Süper Lig. Esordisce con i turchi il 15 settembre successivo, in occasione di un match esterno pareggiato contro il Kayserispor. Nell'arco dei suoi primi cinque mesi di permanenza scende in campo in sole 6 occasioni, e per questo, il 10 gennaio 2025, decide di rescindere anticipatamente il proprio contratto con la compagine turca.

#### Ritorno in Inghilterra
Il 20 gennaio 2025 viene ingaggiato a parametro zero dal Burnley, in Football League Championship. Esordisce con i Clarets il 4 febbraio successivo, subentrando dalla panchina negli ultimi minuti della vittoria casalinga contro l'Oxford Utd. Quattro giorni dopo debutta anche in FA Cup, nella vittoria esterna in casa del Southampton valida per il quinto turno.

### Nazionale
ha fatto tutta la trafila delle nazionali giovanili, per poi partecipare agli Europei Under-21 2013, con la nazionale inglese di categoria.

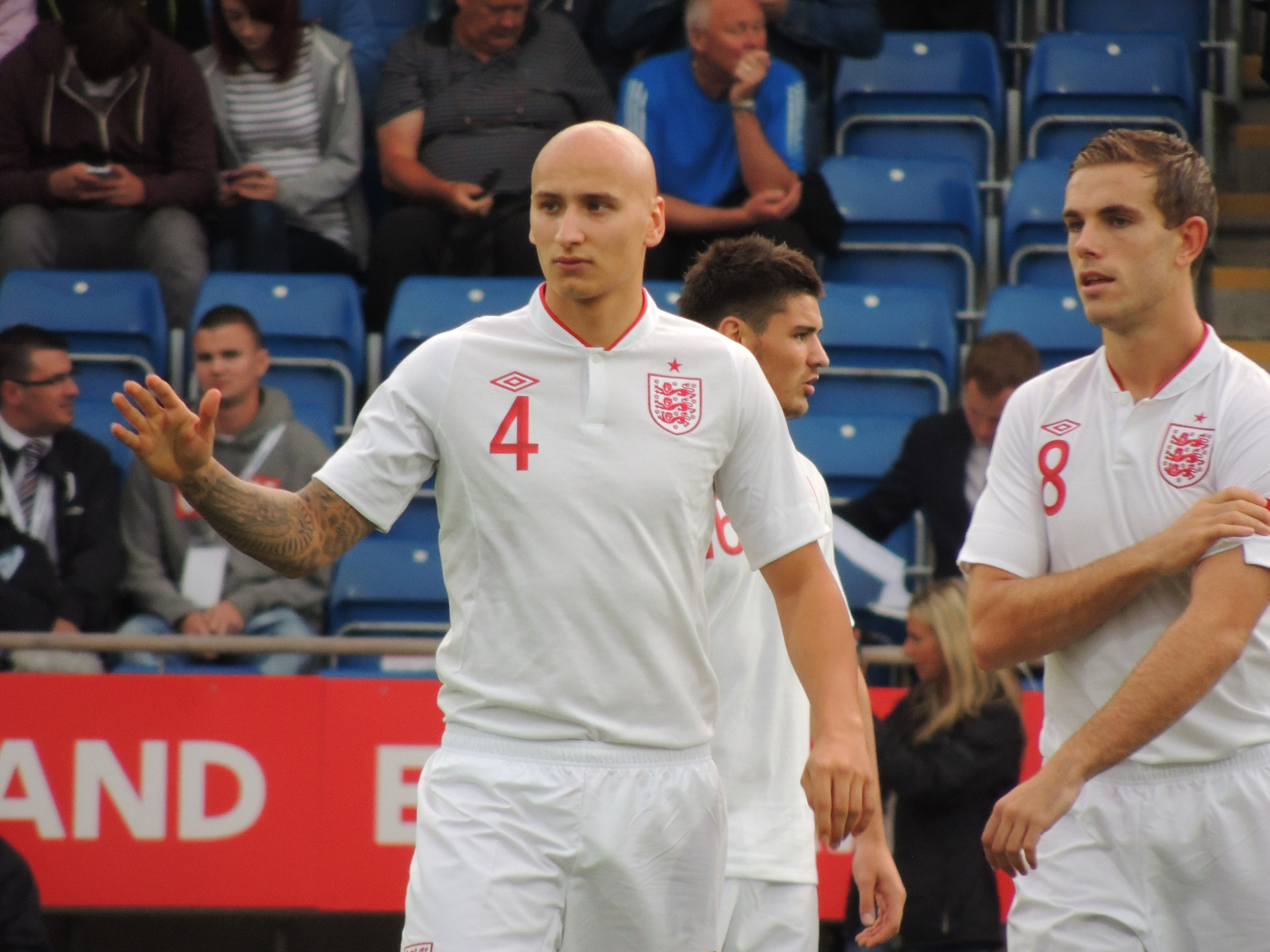
Shelvey (sinistra) e Jordan Henderson con l'Inghilterra U-21 nel 2012

Il suo esordio ufficiale in nazionale maggiore avviene il 12 ottobre 2012, subentrando al 66º minuto al posto di Michael Carrick, nella partita valida per le qualificazioni al mondiale 2014 vinta contro il San Marino per 5-0.

## Statistiche

### Presenze e reti nei club
Statistiche aggiornate al 30 giugno 2025.
| Stagione             | Squadra              | Campionato           | Campionato | Campionato | Coppe nazionali | Coppe nazionali | Coppe nazionali | Coppe continentali | Coppe continentali | Coppe continentali | Altre coppe | Altre coppe | Altre coppe | Totale | Totale |
| Stagione             | Squadra              | Comp                 | Pres       | Reti       | Comp            | Pres            | Reti            | Comp               | Pres               | Reti               | Comp        | Pres        | Reti        | Pres   | Reti   |
| -------------------- | -------------------- | -------------------- | ---------- | ---------- | --------------- | --------------- | --------------- | ------------------ | ------------------ | ------------------ | ----------- | ----------- | ----------- | ------ | ------ |
| 2007-2008            | Charlton             | FLC                  | 2          | 0          | FACup+CdL       | 0               | 0               | -                  | -                  | -                  | -           | -           | -           | 2      | 0      |
| 2008-2009            | Charlton             | FLC                  | 16         | 3          | FACup+CdL       | 3+1             | 1+0             | -                  | -                  | -                  | -           | -           | -           | 20     | 4      |
| 2009-2010            | Charlton             | FL1                  | 24+2       | 4+0        | FACup+CdL       | 1+0             | 0               | -                  | -                  | -                  | -           | -           | -           | 27     | 4      |
| Totale Charlton      | Totale Charlton      | Totale Charlton      | 42+2       | 7+0        |                 | 5               | 1               |                    | -                  | -                  |             | -           | -           | 49     | 8      |
| 2010-2011            | Liverpool            | PL                   | 15         | 0          | FACup+CdL       | 1+1             | 0               | UEL                | 4                  | 0                  | -           | -           | -           | 21     | 0      |
| set.-nov. 2011       | Blackpool            | FLC                  | 10         | 6          | FACup+CdL       | 0               | 0               | -                  | -                  | -                  | -           | -           | -           | 10     | 6      |
| nov. 2011-2012       | Liverpool            | PL                   | 13         | 1          | FACup+CdL       | 2+1             | 1+0             | UEL                | -                  | -                  | -           | -           | -           | 16     | 2      |
| 2012-2013            | Liverpool            | PL                   | 19         | 1          | FACup+CdL       | 2+1             | 0               | UEL                | 10                 | 4                  | -           | -           | -           | 32     | 5      |
| Totale Liverpool     | Totale Liverpool     | Totale Liverpool     | 47         | 2          |                 | 8               | 1               |                    | 14                 | 4                  |             | -           | -           | 69     | 7      |
| 2013-2014            | Swansea City         | PL                   | 32         | 6          | FACup+CdL       | 1+1             | 0               | UEL                | 8                  | 0                  | -           | -           | -           | 42     | 6      |
| 2014-2015            | Swansea City         | PL                   | 31         | 3          | FACup+CdL       | 3+1             | 0               | -                  | -                  | -                  | -           | -           | -           | 35     | 3      |
| 2015-gen. 2016       | Swansea City         | PL                   | 16         | 1          | FACup+CdL       | 1+2             | 0               | -                  | -                  | -                  | -           | -           | -           | 19     | 1      |
| Totale Swansea City  | Totale Swansea City  | Totale Swansea City  | 79         | 10         |                 | 9               | 0               |                    | 8                  | 0                  |             | -           | -           | 96     | 10     |
| gen.-giu 2016        | Newcastle Utd        | PL                   | 15         | 0          | FACup+CdL       | 0               | 0               | -                  | -                  | -                  | -           | -           | -           | 15     | 0      |
| 2016-2017            | Newcastle Utd        | FLC                  | 42         | 5          | FACup+CdL       | 1+4             | 0               | -                  | -                  | -                  | -           | -           | -           | 47     | 5      |
| 2017-2018            | Newcastle Utd        | PL                   | 30         | 1          | FACup+CdL       | 2+0             | 1               | -                  | -                  | -                  | -           | -           | -           | 32     | 2      |
| 2018-2019            | Newcastle Utd        | PL                   | 16         | 1          | FACup+CdL       | 1+0             | 0               | -                  | -                  | -                  | -           | -           | -           | 17     | 1      |
| 2019-2020            | Newcastle Utd        | PL                   | 26         | 6          | FACup+CdL       | 2+1             | 0               | -                  | -                  | -                  | -           | -           | -           | 29     | 6      |
| 2020-2021            | Newcastle Utd        | PL                   | 30         | 1          | FACup+CdL       | 0+2             | 1               | -                  | -                  | -                  | -           | -           | -           | 32     | 2      |
| 2021-2022            | Newcastle Utd        | PL                   | 24         | 2          | FACup+CdL       | 1+0             | 0               | -                  | -                  | -                  | -           | -           | -           | 25     | 2      |
| 2022-gen. 2023       | Newcastle Utd        | PL                   | 3          | 0          | FACup+CdL       | 0+2             | -               | -                  | -                  | -                  | -           | -           | -           | 5      | 0      |
| Totale Newcastle Utd | Totale Newcastle Utd | Totale Newcastle Utd | 186        | 16         |                 | 16              | 2               |                    | -                  | -                  |             | -           | -           | 202    | 18     |
| gen.-giu. 2023       | Nottingham Forest    | PL                   | 8          | 0          | FACup+CdL       | -               | -               | -                  | -                  | -                  | -           | -           | -           | 8      | 0      |
| 2023-2024            | Çaykur Rizespor      | SL                   | 32         | 3          | TK              | 1               | 0               | -                  | -                  | -                  | -           | -           | -           | 33     | 3      |
| 2024-gen. 2025       | Eyüpspor             | SL                   | 6          | 0          | TK              | -               | -               | -                  | -                  | -                  | -           | -           | -           | 6      | 0      |
| gen.-giu. 2025       | Burnley              | FLC                  | 2          | 0          | FACup+CdL       | 2+0             | 0+0             | -                  | -                  | -                  | -           | -           | -           | 4      | 0      |
| Totale carriera      | Totale carriera      | Totale carriera      | 414        | 44         |                 | 41              | 4               |                    | 22                 | 4                  |             | -           | -           | 477    | 52     |

### Cronologia presenze e reti in nazionale
| Cronologia completa delle presenze e delle reti in nazionale ― Inghilterra | Cronologia completa delle presenze e delle reti in nazionale ― Inghilterra | Cronologia completa delle presenze e delle reti in nazionale ― Inghilterra | Cronologia completa delle presenze e delle reti in nazionale ― Inghilterra | Cronologia completa delle presenze e delle reti in nazionale ― Inghilterra | Cronologia completa delle presenze e delle reti in nazionale ― Inghilterra | Cronologia completa delle presenze e delle reti in nazionale ― Inghilterra | Cronologia completa delle presenze e delle reti in nazionale ― Inghilterra |
| Data                                                                       | Città                                                                      | In casa                                                                    | Risultato                                                                  | Ospiti                                                                     | Competizione                                                               | Reti                                                                       | Note                                                                       |
| -------------------------------------------------------------------------- | -------------------------------------------------------------------------- | -------------------------------------------------------------------------- | -------------------------------------------------------------------------- | -------------------------------------------------------------------------- | -------------------------------------------------------------------------- | -------------------------------------------------------------------------- | -------------------------------------------------------------------------- |
| 12-10-2012                                                                 | Londra                                                                     | Inghilterra                                                                | 5 – 0                                                                      | San Marino                                                                 | Qual. Mondiali 2014                                                        | -                                                                          | 66’                                                                        |
| 5-9-2015                                                                   | Serravalle                                                                 | San Marino                                                                 | 0 – 6                                                                      | Inghilterra                                                                | Qual. Euro 2016                                                            | -                                                                          |                                                                            |
| 8-9-2015                                                                   | Londra                                                                     | Inghilterra                                                                | 2 – 0                                                                      | Svizzera                                                                   | Qual. Euro 2016                                                            | -                                                                          | 57’                                                                        |
| 12-10-2015                                                                 | Vilnius                                                                    | Lituania                                                                   | 0 – 3                                                                      | Inghilterra                                                                | Qual. Euro 2016                                                            | -                                                                          | 78’                                                                        |
| 13-11-2015                                                                 | Alicante                                                                   | Spagna                                                                     | 2 – 0                                                                      | Inghilterra                                                                | Amichevole                                                                 | -                                                                          | 90+1’                                                                      |
| 17-11-2015                                                                 | Londra                                                                     | Inghilterra                                                                | 2 – 0                                                                      | Francia                                                                    | Amichevole                                                                 | -                                                                          | 79’                                                                        |
| Totale                                                                     |                                                                            | Presenze                                                                   | 6                                                                          |                                                                            | Reti                                                                       | 0                                                                          |                                                                            |

## Palmarès

### Club

#### Competizioni nazionali
- Coppa di Lega inglese: 1

Liverpool: 2011-2012
- Football League Championship: 1

Newcastle: 2016-2017